# Moisés Ajuelos
Moisés Ajuelos fue un dirigente comunitario sefaradí del Marruecos francés. Su destacada situación dentro de la comunidad sefardí de Casablanca ocasionó que fuera el encargado de gestionar ante las autoridades del último gobierno de la Segunda República Española el reconocimiento de la nacionalidad española a los miembros de esta comunidad, situación la cual estaba siendo objeto de debate en España desde hacía años. 
La necesidad de esta gestión estaba fundada en la situación de indefensión que estaba dejando el gobierno francés a la comunidad judía. París había decidido dejar de reconocer el estatus de súbditos españoles a los sefaradíes en su colonia (muchos de ellos efectivamente lo eran, habiendo incluso cumplido con el servicio militar), en un contexto de continuos pogromos realizados por grupos árabes a las juderías, contra los cuales no tenían una adecuada protección dentro del sistema judicial marroquí, dependiente del Sultán.
A pesar de sus intensas gestiones, realizadas el año 1935, y que implicaron múltiples contactos tanto con autoridades españolas en Marruecos como en la misma península, creándose incluso una comisión interministerial que presidió del lado judío el propio Ajuelos, la cuestión quedó truncada con el inicio de la guerra civil española. Con el ascenso de Hitler al poder en Alemania, muchos de los judíos que vieron frustradas las gestiones de Ajuelos acabaron en los campos de exterminio nazis.